# Miloslav Krbec
Miloslav Krbec (3. července 1924 Olomouc – 12. února 2003 Olomouc) byl český jazykovědec, bohemista, literární historik, editor, překladatel a pedagog – přední znalec díla Josefa Dobrovského.

## Život
Narodil se v Olomouci v rodině policejního úředníka. Po maturitě na zdejším Slovanském gymnáziu a dvou letech totálního nasazení za války studoval bohemistiku a rusistiku na Filosofické fakultě University Karlovy. Roku 1949 absolvoval již na olomoucké filosofické fakultě (FF UP), kde také nastoupil jako asistent Slovanského semináře a vyučoval zde v letech 1949-1959. V Olomouci pak působil postupně na Vysoké škole pedagogické, Pedagogickém institutu a Pedagogické fakultě až do odchodu do důchodu v roce 1989. Jeho hlavní učební disciplínou byla fonetika a fonologie. Celoživotní láskou doc. Krbce však zůstal Josef Dobrovský. Editoval řadu prací z jeho pozůstalosti a byl členem komise pro vydávání děl Josefa Dobrovského při Slovanském ústavu Akademie věd ČR. Na PdF UP byl řadu let výkonným redaktorem všech řad sborníků AUPO (Acta Universitatis Palackianae Olomucensis) a jeho příspěvky v těchto sbornících vyvolávaly ohlas naší i zahraniční odborné veřejnosti. K rozvoji kontaktů se zahraničím přispíval Miloslav Krbec nejen svými odbornými znalostmi, ale také dalšími aktivitami spojenými se svou překladatelskou a tlumočnickou prací.

## Dílo
- Seznam děl v Souborném katalogu ČR, jejichž autorem nebo tématem je Miloslav Krbec

Miloslav Krbec se zasloužil o poznání Dobrovského odkazu jako překladatel, editor a historiograf. Přeložil – kromě dílčích pasáží v edicích – Dobrovského autobiografii (Olomouc 1978; německý originál v časopise Bratislava 2, 1929). Edicím Dobrovského textů se začal věnovat od poloviny 50. let jako asistent Oldřicha Králíka. Spolu tehdy připravili svazky Historická miscelanea a Kritische Versuche pro řadu Spisů Josefa Dobrovského v nakladatelství ČSAV; vydání se ale neuskutečnilo. Dále editoval především Dobrovského korespondenci: roku 1959 vydal jejich soupis (ve Sborníku Národního muzea) a s V. Michálkovou svazek Der Briefwechsel zwischen Josef Dobrovský und Karl Gottlob von Anton (Berlín 1959). Následovaly edice Dobrovského korespondence s J. Müllerem (1964), G. H. Pertzem (1983), A. Habrichem (1985), J. V. Hormayrem (1985), J. Ch. V. Engelem (1989). Když byla roku 1971 obnovena pod vedením K. Horálka činnost Komise pro vydávání Spisů Josefa Dobrovského (vznikla v r. 1930 při Královské české společnosti nauk), stal se Miloslav Krbec jejím členem a tajemníkem. S Miroslavem Laiskem vydal Bibliographie der Veröffentlichungen von Josef Dobrovský (Praha 1970). Dílu Dobrovského věnoval i další studie: Dobrovský v českém přízvuku (SaA 1953), Nové objevy rukopisných prací Josefa Dobrovského (ČLit 1972), K problematice vydávání děl Josefa Dobrovského (Práce z dějin slavistiky 2, 1973) aj.

## Vědecké publikace
- Krbec, Miloslav; K historickému vývoji české fonetické terminologie : (Disertační práce z fonetiky.) - Olomouc 1950
- Krbec, Miloslav; Korespondence Štěpána Lešky s Josefem Dobrovským : (K dvoustému výročí narození Štěpána Lešky.) - Olomouc 1958
- Krbec, Miloslav; Nováček Čestmír; Zimek Rudolf; Rusko-česká jazykovědná terminologie s úvodem do studia ruského jazyka : určeno pro posluchače fak. společ. věd - Praha 1958
- Krbec, Miloslav, Michálková, Věra; Der Briefwechsel zwischen Josef Dobrovský und Karl Gottlob von Anton - Berlin 1959
- Krbec, Miloslav, Laiske, Miroslav; Josef Dobrovský : Příspěvek k soupisu hlavní lit. o jeho díle a životě - Olomouc 1968
- Krbec, Miloslav; Vaňák, Bohumil; Pocta Miloslavu Traplovi : [Sborník prací] - Olomouc 1969
- Krbec, Miloslav, Laiske, Miroslav; Bibliographie der Veröffentlichungen von Josef Dobrovský - Praha 1970
- Krbec, Miloslav; Šimeček, Z.; Vzájemná korespondence J. Dobrovského a G. H. Pertze - Praha SPN 1983
- Krbec, Miloslav; Šimeček, Z.; Tradice dějepisné práce na Moravě a Josef Dobrovský : (Listy J. Dobrovského A. Habrichovi z let 1788-1790.) - Praha 1985
- Krbec, Miloslav; Šimeček, Z.; Vzájemná korespondence J. Dobrovského a J. V. Hormayra - Praha 1985
- Krbec, Miloslav; Olomoucká léta Josefa Dobrovského - Praha 1989
- Krbec, Miloslav; Šimeček, Z.; Vzájemná korespondence J. Dobrovského a J. Chr. V. Engela - Praha 1989
- Krbec, Miloslav; Moisejeva, Galina Nikolajevna; Jozef Dobrovskij i Rossija. (Pamjatniki russkoj kul'tury XV-XVIII vekov v izučenii češskogo slavista.) - Leningrad, Nauka 1990.

## Seznam článků
- Krbec, Miloslav : František Martin Pelcl a Lužice. In: František Martin Pelcl. Sborník příspěvků z odborného semináře. 2. Rychnov nad Kněžnou, Měst. úřad v Rychnově nad Kněžnou 1995, s. 28-29.
- Krbec, Miloslav : Olomoucká lycejní knihovna a Josef Dobrovský. In: Problematika historických a vzácných knižních fondů Čech, Moravy a Slezska. Brno, Státní vědecká knihovna v Olomouci 1995, s. 94-117. Dostupné online
- Krbec, Miloslav : Dobrovského recenze Megiserovy Polyglotty. (Neuveřejněné příspěvky ze Slovanky). In: Problematika historických a vzácných knižních fondů Čech, Moravy a Slezska. Olomouc, Sdružení knihoven ČR - SVK v Olomouci 1995 [vyd. 1996], s. 45-57. Dostupné online
- Krbec, Miloslav : Tři pastorační zastavení Josefa Dobrovského na Klášterním Hradisku. (Rukopis Národního muzea VIII E 21.) In: Problematika historických a vzácných knižních fondů Čech, Moravy a Slezska. Olomouc, Sdružení knihoven ČR - SVK v Olomouci 1997, s. 35-45.
- Krbec, Miloslav : Z olomouckého pobytu Dobrovského. Ohlédnutí z výhledy. Historická Olomouc 11, 1998, s. 225-229.
- Krbec, Miloslav - Sokolová, Františka : Co skrývá tzv. Missale dalmaticum? Popis olomouckého "Missale dalmaticum". Slavia 70, 2001, č. 1, s. 67-80.
- Krbec, Miloslav : Josef Dobrovský a Antonín Jaroslav Puchmajer. In: Jeden jazyk naše heslo buď. Sv. 1. Antonín Jaroslav Puchmajer. Radnice-Plzeň, Spolek divadelních ochotníků 2001, s. 85-98, příl. Rés. angl., něm. s. 91-92. Josef Dobrovský und Antonín Jaroslav Puchmajer.
- Krbec, Miloslav : Korespondence v díle Františka Martina Pelcla. In: František Martin Pelcl. Sborník příspěvků z odborného semináře. Rychnov nad Kněžnou, Městský úřad Rychnov nad Kněžnou, Státní okresní archiv v Rychnově nad Kněžnou 2001, s. 75-78.
- Krbec, Miloslav : Paměti jako historický pramen. In: Problematika historických a vzácných knižních fondů Čech, Moravy a Slezska. Praha, Sdružení knihoven ČR 2001, s. 17-20.
- Krbec, Miloslav : Josef Dobrovský a Morava. [Ed.]: Barteček, Ivo - Krbec, Miloslav - Pospíchal, Miloslav. Olomouc, Univerzita Palackého v Olomouci 2006. 69 s. Verbum. 17.

## Studie o Miloslavu Krbcovi
VYCHODILOVÁ, Zdeňka. Přínos Miloslava Krbce české slavistice. Slavica litteraria.  Brno: Masarykova univerzita, 2012, roč. 15, čís. 2, s. 55–59. Dostupné online.